# طارق المسدي
طارق رامز المسدي (1983)، لاعب وبطل في الملاكمة و ألعاب القوى، سوري الجنسية ولد في مدينة حمص في سوريا.
عاش حياته وتوفي في حمص في الرابع من كانون الثاني عام 2003
توفي بعد نزاع مع مرض سرطان الدم (ابيضاض ليمفاوي حاد) لمدة عشرة أشهر  من 14 شباط 2002 إلى 4 كانون الثاني 2003
ينحدر من عائلة المسدي العريقة في حمص وله شقيق واحد مالك المسدي وشقيقتان وثلاث اخوات من ابيه..